# Ospedale Luigi Sacco
L'ospedale Luigi Sacco, conosciuto in passato come sanatorio di Vialba (dal nome dell'omonimo quartiere in cui è situato), è una struttura ospedaliera di Milano, fondata nel 1927. È dedicato al medico Luigi Sacco e dal 1º gennaio 2016 fa parte dell'ASST Fatebenefratelli Sacco.

## Descrizione
Ha un bacino d'utenza di circa 345.000 persone. Annualmente i ricoveri in regime ordinario sono circa 17.000, quelli in day hospital circa 7.500, mentre le prestazioni ambulatoriali si aggirano attorno ai 2 milioni. Il pronto soccorso accoglie ogni anno circa 52.000 pazienti e vengono effettuati circa 8.500 interventi. La presenza di alcuni centri di eccellenza è in grado di attrarre un numero notevole di pazienti extraregionali, pari al 10 per cento dei ricoveri ordinari.
Dati principali: 507 posti letto per ricoveri ordinari; 20 posti letto cure subacute, 31 posti letto per day hospital e day surgery, 16 sale operatorie.
Con l'approvazione della legge regionale di riforma del servizio socio-sanitario n. 23 dell'11 agosto 2015 - che è entrata in vigore con la pubblicazione sul supplemento del Bollettino Ufficiale della Regione Lombardia n. 33 del 14 agosto 2015, Regione Lombardia ha ridisegnato il sistema sanitario lombardo, i suoi organi e i relativi compiti.
A partire dal 1º gennaio 2016, l'ospedale "Luigi Sacco" è entrato a far parte dell'ASST Fatebenefratelli Sacco, costituendone la sede legale.

## Storia
La necessità di arginare la diffusione della tubercolosi, in forte ripresa al termine del primo conflitto mondiale, indusse il Comune di Milano ad iniziare nel 1927 la costruzione del sanatorio di Vialba, uno dei primi tisicomi di pianura sorti in Italia.
La nascita di un ospedale cittadino per cronici completava la capacità ricettiva di un sistema di accoglienza che comprendeva a livello territoriale anche i sanatori di Garbagnate Milanese, Cuasso al Monte, Legnano, Ornago e Prasomaso.
Inaugurato il 28 ottobre 1931, il sanatorio di Vialba (gestito dall'INPS) è rimasto tale sino a quando fu convertito nel 1971 in ospedale generale provinciale per effetto della riforma ospedaliera del 1968.
Dal 1974 l'ospedale, intitolato al medico ed igienista lombardo Luigi Sacco (Varese 1769 - Milano 1836), diventò anche polo universitario dell'Università degli Studi di Milano e attualmente accoglie l'intero corso di laurea in medicina e chirurgia e in scienze infermieristiche.
Nel 1975 l'ospedale Agostino Bassi e l'ospedale ANEA (Associazione nazionale enti assistenziali), furono accorpati con il Sacco, a seguito della soppressione degli istituti di ricovero monospecialistici prevista dal piano ospedaliero regionale lombardo 1974-1978.
Il passaggio dal vecchio al nuovo assetto istituzionale iniziato con la legge n. 132, del 1968, proseguito con la riforma sanitaria del 23 dicembre 1978, n. 833 - istitutiva del Servizio sanitario nazionale - culminava nel 1995 con il conferimento della qualifica di Azienda Ospedaliera in attuazione del decreto legislativo n. 502 del 30 dicembre 1992.
Tubercolosi, AIDS e cancro, patologie cliniche e, nello stesso tempo, malattie sociali, hanno condizionato profondamente la storia passata e recente di Vialba nella sua evoluzione da sanatorio ad azienda ospedaliera, influenzandone le dinamiche storiche e i riflessi in campo scientifico-assistenziale.
L'ospedale "Luigi Sacco" oggi è centro di riferimento per le emergenze epidemiologiche (SARS e bioterrorismo) e per importanti patologie infettive (quali, ad esempio, l'HIV/AIDS), oltre che per altre varie malattie di natura oncologica, cardiologica, ecc., e rappresenta una delle realtà ospedaliere milanesi più conosciute a livello nazionale.
L'Istituto possiede uno dei due laboratori con livello di biosicurezza 4 presenti in Italia (l'altro è presso l'Istituto nazionale per le malattie infettive di Roma).
Nel primo decennio degli anni 2000 l'ospedale crebbe anche nelle aree della reumatologia, gastroenterologia, oculistica, pediatria, riabilitazione (con la creazione di un Dipartimento interaziendale di riabilitazione assieme alle aziende ospedaliere di Niguarda, ICP, Gaetano Pini e ASL Milano) e nella diagnosi e cura delle malattie psichiatriche. Il suo polo cardiologico e cardiochirurgico divenne tra i più apprezzati della città di Milano, al pari del raggiungimento dell’avanguardia in ambito di farmacologia clinica e di ricerca biomedica, in particolare nel settore delle nanotecnologie e nello studio della genetica molecolare.
Tuttavia, negli ultimi anni è iniziato un progressivo depauperamento della struttura per concentrare le specialità in un’unica sede dell’ASST Fatebenefratelli-Sacco, di cui fanno parte, oltre ai già citati noti ospedali, anche Buzzi e Macedonio-Melloni. Questo ha portato alla chiusura di unità operative come chirurgia vascolare e oculistica presso l’Ospedale Sacco, permanendo nella sede più centrale dell’Ospedale Fatebenefratelli; alla concentrazione dell’eccellenza in campo ostetrico e pediatrico presso l’Ospedale Buzzi e alla chiusura in toto della U.O. di Cardiochirurgia.
L’emergenza COVID-19 ha parzialmente ridato lustro al nosocomio, sede di tre unità operative di Malattie Infettive, che hanno tristemente visto raddoppiare il proprio carico di lavoro.
Il sovraccarico di lavoro ha presto mietuto i suoi effetti, soprattutto sul personale sanitario del Pronto Soccorso. 
Inoltre, ad Ottobre 2023 è iniziato il trasferimento di buona parte delle unità operative per favorire l’esecuzione di lavori di ristrutturazione per adeguamenti sismici, strutturali, antincendio e per l’accreditamento, grazie ai finanziamenti di PNRR (Piano nazionale di ripresa e resilienza) e dal PNC(Piano nazionale complementare). I lavori dovrebbero terminare a Marzo 2026.

## Università degli Studi di Milano
Il Polo didattico di Vialba ospita uno dei tre corsi di laurea in Medicina e Chirurgia dell'Università degli Studi di Milano. Dalla sua istituzione il Polo si è contraddistinto per l'innovazione didattica e la stretta integrazione con l'ospedale Sacco, grazie alla quale gli allievi del corso di Introduzione alla Medicina possono sperimentare l'attività nei reparti clinici fin dal primo anno.
All'interno della struttura si svolgono anche le lezioni del corso di laurea in Infermieristica. Il Polo di Vialba offre inoltre la possibilità di frequentare il corso di Tecnica della riabilitazione psichiatrica e quello di Logopedia. Presso l'ateneo sono presenti alcune Scuole di specializzazione: Chirurgia dell'apparato digerente ed endoscopia digestiva; Chirurgia generale; Malattie infettive e Tropicali; Medicina del lavoro; Oftalmologia II; Pediatria II.